# Sisu RA–140 DS
A Sisu RA–140 DS finn aknamentesítő jármű, amelyet a Sisu-Auto, később a Patria Vehicles nehézgépjármű-gyártó cég gyártott 1994–2001 között . Összesen 41 darab jármű készült.

## Tervezés
Az új aknamentesítő jármű tervezése 1986-ban kezdődött, és az első prototípus 1990-ben készült el. Az alapszerkezetet a SA–110 prototípustól kölcsönözték, de jelentősen módosították, hogy a célnak megfeleljen. A páncélozott kabinban a Pasi technológiáját és kialakítását használták.
A hivatalos típusnéven kívül a Sisu katonai járműveknek általában becenevük is van. Ez a jármű majdnem a túl gyerekes elnevezést kapott. A "Misu" név néhány dokumentumban megtalálható. Misu a miina-Sisu("akna-Sisu") -névből származik, de azt is jelenti hogy "cicus" vagy "cicamica". De a tervezési osztály a nevet gyorsan Raisu-ra (raivaus-Sisu, "mentesítés-Sisu") változtatta. Raisu is "féktelen" jelent.

## Gyártás
Az RA–140 DS-t Hämeenlinnában gyártották. Ez volt az utolsó Sisu-márkás jármű amit ott terveztek és gyártottak. Négy járműt a dániai védelmi erőknek készítettek 1996–1997 között, a többit pedig különféle dandároknak a finn védelmi erőkbe.

## Működés és jellemzők
Az RA-140 DS-t eredetileg arra tervezték hogy aknamezőket tisztítson meg a gyalogság ellen felszínileg elhelyezett vagy normál mélységben lerakott irányítás nélküli aknáktól valamint a szórványosan elhelyezett anti-tank aknáktól 10 kg-ig. Ez biztonságos áthaladást képes biztosítani a járműkonvojnak. A Raisut nem harci feladatokra szánták.
Az aknamentesítő eszköz 82 kalapácsból áll, amelyek láncokkal egy cséphadaróhoz vannak rögzítve. A használat során a jármű hátrafelé megy a személyzet hathatósabb védelme érdekében. Ezen kívül a cséphadaró melletti pajzs védi a vezetőt és az utasát a nyomás és az aknaszilánkok ellen. A jármű 3,4 méter szélességben aknamentesít, a tisztítási mélységet manuálisan és automatikusan is lehet szabályozni. A Raisu képes akár 10 kilogrammos aknákat semlegesíteni, miközben a maximális sebessége 6 km/óra. A szállítás folyamán a cséphadarót hosszanti irányban, a jármű tetején helyezik el.
Maximum 60 százalékos lejtőn, legfeljebb 30 százalékos oldalirányú dőlés mellett képes üzemelni. A legmagasabb függőleges szintkülönbség, amit a jármű képes áthidalni, 0,5 méter, és egy 0,6 méter széles árok sem akadály. Akár 0,8 méteres vízben is képes ellátni feladatát. A terepjáró képessége jó, és gyorsan átvihető egy új helyszínre. Ez jelentős előny a hagyományos, nehezebb, tank-alapú aknamentesítő járművekkel szemben.

## Műszaki adatok
A Raisu-t egy hathengeres Deutz BF 6L 913 C turbodízelmotor hajtja. A sebességváltója az automatikus négyszebességes Renk Doromat 874 AM/PTO. Az első futómű portál típusú és tegecsrugókkal rugózott. Mindenkettő futómű meghajtott és zárható differenciálművel van felszerelve. Az első tengely tárcsafékes, míg a hátsó dobfékes.
A jármű hidraulikus átvitéllel hajtott. Ez a hidraulikus rendszer működteti a cséphadarót is és felemeli vagy leereszti a cséphadaró és jármű közötti páncélozott acélpajzsot. A cséphadaró fordulatszámát fokozatmentesen lehet állítani 0–500 fordulat/perc között. A páncélozott kabin ABC védelemmel van ellátva és ellenáll akár egy 10 kg-os robbanásnak is. A páncél véd a 7,62-es kaliberű lövedékek ellen. A kommunikációt egy 2061 VHF rádió biztosítja. A kerekek akna- és golyóállóak. Van lehetőség egy 12,7-es kaliberű géppuskát is felszerelni a járműre. A csörlő szabványos alapfelszerelés.

## Felhasználás
A dán védelmi erők négy járművét a volt Jugoszláviában használták. Boszniában sok probléma volt a gépekkel, ezért a dán hadsereg úgy döntött, hogy a továbbiakban a belföldi Hydrema 910 MCV aknamentesítőket rendeli meg.
Ezen kívül Finnország használt Raisu-kat az ENSZ-missziókban.

## Weblinks
- Az ENSZ festett Sisu RA-140 DS használatban.
- Az ENSZ festett Sisu RA-140 DS a közlekedésben.[halott link]